# Малюкова, Лидия Петровна
Лидия Петровна Малюкова (20 декабря 1926, Ленинград — 24 октября 2021, Санкт-Петербург) — советская и российская актриса театра и кино. Четвёртая жена актёра Георгия Жжёнова.

## Биография
Лидия родилась 20 декабря 1926 года в Ленинграде.
Выступала на сцене различных театров. Играла в Ярославском драмтеатре. В 1950-е годы играла в Ленинградском областном драматическом театре (ныне — театр «На Литейном»). В 1960-е годы — актриса ленинградского театра им. Ленсовета. В 1968 году вместе с мужем переехала в Москву. Снялась в нескольких кинофильмах.
В 1966-м снялась в роли Людмилы Георгиевны в киноповести о судьбе ученого в фильме «Иду искать». Сыграла роль Марты Вильгельм в картине «Бой после победы», в котором её муж исполнял главного персонажа. В 1977-м в последний раз появилась на экране в телевизионной саге «Личное счастье», в которой исполнила роль Елены Васильевны, жены Алексея Ширяева.
Умерла 24 октября 2021 года в Москве.

## Личная жизнь
Он был для меня всем. Лучше человека, чем он, я никогда не встречала в своей жизни. И не встречу. Таких людей, как Жженов, просто не существует. И как мужчина, и как просто личность", - говорила она о своем супруге.
Познакомились в Театре имени Ленсовета. Поженились в 1962-м.
- Муж — Георгий Степанович Жжёнов (1915—2005), советский и российский актёр театра и кино, Народный артист СССР[4].
- В браке 7 августа 1962 года родилась дочь — Юлия Георгиевна Жжёнова, актриса, преподаватель ВГИК.
- Внук — Георгий Жжёнов.
- Внучка — Полина Жжёнова (1990—2013)
- Внук — Константин Жжёнов.

## Фильмография
- Заложники Дьявола — (эпизод) — (1993)
- Личное счастье — Елена Васильевна, жена Алексея Ширяева — (1977)
- Бой после победы — Марта Вильгельм — (1972)
- Иду искать — Людмила Георгиевна — (1966)
- В городе С. — крестьянка (нет в титрах) — (1966)
- Милочкина болезнь (короткометражный) — мама — (1958)
- Степан Кольчугин — мать (нет в титрах) — (1957)

## Озвучивания
- Женщины Нискавуори | Women of Niskavuori | Niskavuoren naiset (Финляндия), (Илона Альгрен), (1958)